# Howie McCarty
Howard Jerry McCarty, detto Howie (Port Huron, 15 aprile 1919 – 2 agosto 2000), è stato un cestista statunitense, professionista nella NBL e nella BAA.